# Lucyn

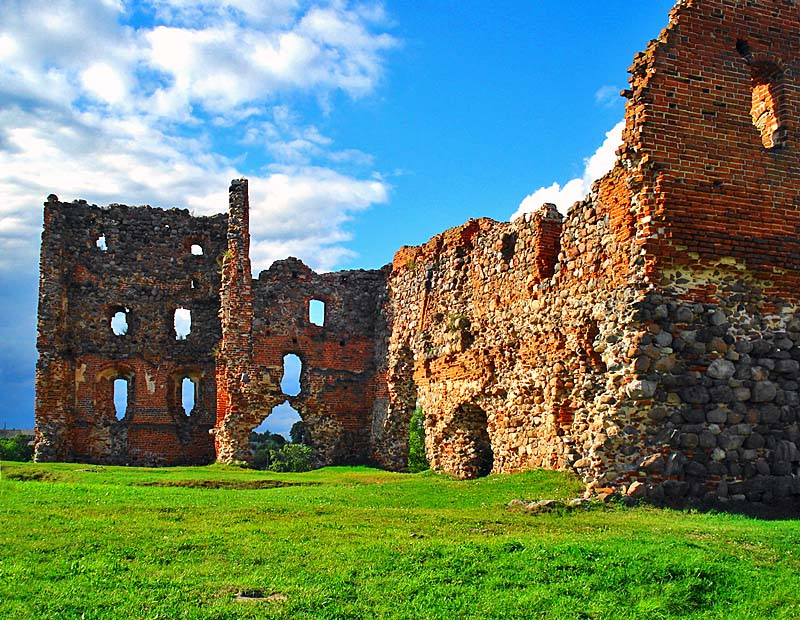
Ruiny zamku

Lucyn (łot. Ludza, niem. Ludsen, est. Lutsi, biał. Люцын, ros. Люцин /do 1920/, obecnie Лудза) – miasto na Łotwie w historycznej Łatgalii, nad Jeziorem Lucyńskim (dawniej zwanym też jez. Łuża). Stolica novadsu Lucyn. Znajdują się tu ruiny zamku krzyżackiego wzniesionego w XIV wieku.
W mieście jest stacja kolejowa Lucyn.

## Historia
Miejscowość wzmiankowana w 1177, prawa miejskie otrzymała w roku 1777. Od 1582 roku do I rozbioru Polski miasto znajdowało się na obszarze Województwa wendeńskiego później inflanckiego I Rzeczypospolitej. W 1772 roku w mieście żyło 195 mieszkańców (w większości katolików oraz nie więcej jak 32 żydów). W 1864 roku miasto liczyło blisko 3530 mieszkańców, w tym 1200 katolików, 37 protestantów, 54 raskolników, 416 prawosławnych (głównie żołnierze i urzędnicy rosyjscy) oraz 1778 żydów. W 1880 roku spis ludności wykazał 5258 mieszkańców i 750 domów. Pod koniec XIX wieku miasto administracyjnie należało do guberni witebskiej i w 1897 roku liczyło 3919 mieszkańców (jednak według spisu ludności z 1881 r. w 754 domach zamieszkiwało tam 5258 osób).
Podczas okupacji hitlerowskiej, w lipcu roku Niemcy utworzyli getto dla żydowskich mieszkańców. Przebywało w nim około 1000 osób. W 2 kwietnia roku Niemcy ostatecznie zlikwidowali getto, a Żydów zamordowano nad jeziorem Crima. Sprawcami zbrodni byli policjanci żydowscy dowodzeni przez oficerów niemieckich. 

## Urodzeni w Lucynie
- 29 listopada 1864 – Karol Bohdanowicz, polski geolog.
- 1763 – Jakow Kulniew, rosyjski dowódca wojskowy.
- 27 maja 1876 – Ferdynand Ossendowski, polski pisarz i podróżnik, chemik i geolog.
- 17 lub 18 czerwca 1894 – Leonid Dobyczin, rosyjski prozaik.

## Miasta partnerskie
- Międzyrzec Podlaski, Polska